# Badumna pilosa
Badumna pilosa är en spindelart som först beskrevs av Henry Roughton Hogg 1900.  Badumna pilosa ingår i släktet Badumna och familjen Desidae.
Artens utbredningsområde är Victoria, Australien. Inga underarter finns listade.